# Passaggio in India (romanzo)
Passaggio in India (titolo orig. A Passage to India) è un romanzo dello scrittore britannico Edward Morgan Forster, pubblicato nel 1924 e vincitore lo stesso anno del James Tait Black Memorial Prize per la narrativa. Il libro, uno dei capolavori della narrativa inglese del XX secolo, si svolge sullo sfondo del British Raj e del movimento indipendentista indiano degli anni Venti, basandosi sulle esperienze dell'autore in India. Egli derivò il titolo dell'opera dalla poesia "Passage to India", contenuta nella raccolta Foglie d'erba di Walt Whitman.
La storia ruota attorno a quattro personaggi: il Dottor Aziz, il suo amico Mister Cyril Fielding, Mrs. Moore e Miss Adela Quested. Durante una gita alle Grotte di Marabar (modellate sulle vere Grotte Barabar del Bihar), Adela, pensando di trovarsi da sola, in una delle grotte, con Aziz (il quale si trova invece in un'altra cavità), vinta dal panico, scappa. Si presume allora che Aziz abbia cercato di aggredirla. L'autore lascia nell'ambiguità la situazione: l'aggressione che ha spinto la donna a fuggire potrebbe esser vera, oppure una sensazione irrazionale determinata come reazione all'oppressione da lei provata nella grotta. Il processo contro Aziz che segue porterà a ebollizione le comuni tensioni razziali e i pregiudizi esistenti tra indiani e britannici durante l'era coloniale. 
Nel 1984 ne fu tratto il film omonimo, per la regia di David Lean.

## Trama
Mrs. Moore, un'anziana signora inglese, compie un viaggio in India con la giovane Miss Adela Quested per andare alla città di Chandrapore e far conoscere alla giovane l'inglese Ronny Heaslop, suo figlio e magistrato della città. Arrivati a Chandrapore, si delinea subito la divisione tra la Chandrapore degli indiani (la parte bassa, caratterizzata dal caos tipico dei luoghi orientali d'un tempo) e la Cittadella, la parte alta riservata solo e unicamente agli Anglo-indiani. Durante i primi giorni in cui Mrs. Moore e Miss Quested vengono introdotte in "società", l'anziana signora Moore, per sottrarsi a una commedia che si teneva al Circolo e che aveva già visto in Inghilterra, girovaga per la città, entrando in una Moschea. Qui fa la conoscenza del dr. Aziz, giovane medico indiano di religione musulmana, già vedovo con tre figli (Ahmed, Karim e Jamila), che prova sentimenti di ammirazione e invidia per gli inglesi.
È questo il tema dominante del libro: la diversità sociale, culturale, politica e religiosa tra gli inglesi colonizzatori e gli indiani colonizzati che vivono separati ognuno nel proprio mondo e chiusi in se stessi. Molti esempi all'interno del romanzo rimarcheranno questa divisione, come quando Aziz, dopo aver fatto la conoscenza della signora Moore, riaccompagnandola al circolo, confiderà alla nuova arrivata, dopo un invito inoltratogli da quest'ultima, che gli indiani non sono ammessi negli edifici Anglo-indiani.
Mrs. Moore e Miss Quested non sono in India solo per incontrare Ronny, ma vogliono anche "conoscere la vera India"; vengono aiutati in questo tentativo dai signori Turton, che organizzano un Bridge Party (ovvero un "Party ponte" tra le due culture, inglese e indiana, all'interno della Cittadella). Durante il Bridge Party, il primo dei tre eventi fondamentali che caratterizzano la storia, la divisione non solo culturale ma anche sessuale viene sottolineata: oltre a trovarsi divisi gli inglesi dagli indiani, questi ultimi si dividono a loro volta in uomini e donne. Il compito di iniziare a creare il "ponte", creando una sorta di siparietto tra i due tipi di donne fatto di risatine imbarazzanti da parte di quelle indiane, scherni e comportamenti infantili di quelle inglesi nei confronti delle prime. Mrs. Moore e Miss Quested conoscono Mr. Cyril Fielding, direttore di un college governativo della città, anticonformista, di idee avanzate, aperto nei confronti della cultura indiana, rispettoso e non altezzoso nei confronti degli indiani stessi. Quest'ultimo decide, per le richieste delle due inglesi, di organizzare un Tea Party (secondo evento fondamentale del romanzo) per far sì che le due culture, indiana e inglese, vengano a confronto senza pregiudizi d'ogni tipo, in un ambiente confortevole e con poca gente. Per l'occasione Mr. Fielding invita non solo il prof. Narayan Godbole, bramino induista nonché professore di musica, ma anche il giovane Dr. Aziz, che incontrerà per la seconda volta Mrs. Moore.
Durante il Tea Party, Mrs. Moore e Miss Quested raccontano di un incontro mancato con una famiglia indiana che li aveva invitati, accordandosi al Bridge Party, a casa loro. Aziz spiega il motivo, ovvero gli indiani si vergognano delle loro abitazioni quando a visitarle sono gli inglesi, ma cade nello stesso errore invitando le due signore. Per far fronte al problema, propone di accompagnare le due inglesi che vogliono "conoscere la vera India" in una visita alle Grotte Marabar, che fanno da sfondo, sin dall'inizio del romanzo, alle vicende che si susseguono. Aziz in realtà non sa molto delle Grotte Marabar, ma cerca di illustrarne comunque alcune caratteristiche. L'unico ad aver visitato le Grotte è il prof. Godbole, che risponde sinteticamente alle domande interessate delle due donne, di Aziz e di Mr. Fielding, delineando la sua personalità misteriosa. A interrompere l'incontro è Ronny, che contrariato porterà le due inglesi al loro alloggio, avvertendole di non fidarsi degli indiani. Alla gita che si terrà alle Grotte Marabar parteciperanno Mrs. Moore, Miss Quested, Mr. Fielding, prof. Godbole e Aziz.
Aziz deve far fronte a spese folli per far sì che le due inglesi possano trovare il viaggio alle Grotte Marabar (terzo evento fondamentale del romanzo) confortevole, senza subire fastidio o pericolo alcuno. Coricatosi alla stazione il giorno prima della partenza con i suoi 100 servi, molti dei quali prestati da amici, con un'infinità di pietanze e di comodità, Aziz rappresenta la sudditanza sviluppata dagli indiani nei confronti dei colonizzatori inglesi. A salire sul Marabar Express sono i servi, Aziz, Mrs. Moore e Miss. Quested; Mr. Fielding e il prof. Godbole perdono la coincidenza con il treno a causa delle preghiere "infinite" del bramino. Dopo un viaggio in treno, le donne sono trasportate su un elefante fino all'ingresso delle Grotte; il viaggio viene eseguito in un silenzio quasi sacrale e misterioso, quale presagio di una disavventura che li aspetterà una volta arrivati. Mrs Moore, affaticata dal lungo cammino e impressionata dall'oscurità e dalla rimbombante eco della prima e unica grotta in cui entra, preferisce fermarsi all'aperto e riposarsi, mentre Adela ed Aziz proseguono la visita salendo fino alle grotte più alte con la sola guida. Adela è ancora perplessa riguardo al suo matrimonio con Ronny, che forse non ama, e fa qualche domanda ad Aziz sul suo matrimonio, domande che Aziz trova piuttosto impertinenti. Arrivati alle grotte più alte Aziz entra in una di esse nella speranza di riuscire a riprendersi dalla stizza originata dalle domande di Adela, mentre Adela entra in un'altra grotta dove vive un'esperienza di smarrimento, simile a quella di Mrs. Moore. Aziz esce dalla cava e chiede alla guida dove sia Adela, la guida non sa rispondergli ma poco dopo dopo Aziz nota una macchina guidata dalla signorina Derek, amica di Adela, arrivare alle pendici dei monti Marabar con Adela che le va incontro, monta in macchina e si allontana per tornare in città.
Nel frattempo Fielding raggiunge il gruppo, con grande sollievo di Aziz, e tutti ritornano a Chandrapore dove sono accolti dalla polizia che, senza mandato, cattura Aziz. Questi incredulo non ne capisce il motivo e a questo punto, progressivamente il lettore viene messo al corrente di quello che è successo mentre Aziz era nella grotta: Adela, non solo ha provato un senso di smarrimento, ma è convinta che Aziz abbia abusato di lei e corsa fuori dalla cava ha raggiunto la macchina di Miss Derek che l'ha riportata a Chandrapore, dove viene accudita da lì in poi dai Callendar (il cui marito è il superiore di Aziz all'ospedale della città).
Mr. Fielding, incredulo quanto Aziz, si schiera subito a favore dell'amico e chiede al capo della polizia Mr. McBride, noto per una sua teoria su come il meteo influenzi il temperamento degli indiani, più dettagli riguardo all'accaduto e che McBride si rifiuta di confidargli. Da questo punto in poi emerge ancora di più il carattere politico e pubblico di ogni cosa che accade nelle colonie: non esiste una dimensione del privato e la stessa vicenda diventa un caso politico, perciò sia gli indiani che gli inglesi difendono rispettivamente Aziz e Adela solo in quanto simboli delle due comunità. Gli inglesi, prima del processo, si riuniscono al circolo per parlare dell'accaduto, chiamando all'adunata tutti gli Anglo-indiani. L'unico controcorrente è Mr. Fielding che afferma di volersi schierare con Aziz, sia fisicamente che ideologicamente, ritirandosi permanentemente dal Circolo e, qualora Aziz venga giudicato colpevole, anche dall'India. Il processo ha inizio con l'aula di tribunale divisa tra indiani e inglesi, una folla oceanica fuori che aspetta l'esito del processo, il giudice Das, sottoposto di Ronny, che dirige il processo. Aziz viene difeso da Amritrao, noto avvocato di Calcutta e anti-inglese, che decide di difenderlo gratuitamente. Miss. Quested, prima di andare a processo, parla insieme a Ronny con Mrs. Moore, che dice che secondo lei Aziz è innocente. Nel frattempo, durante lo svolgersi del processo, la stessa signora Moore è stata allontanata dall'india dal figlio Ronny, in viaggio verso patria. Quando Adela afferma che Aziz è innocente, con conseguente abbandono da parte degli inglesi e festeggiamenti da parte degli indiani, che portano in giro per Chandrapore Aziz come vincitore, la signora Moore sta morendo sulla nave per l'Inghilterra. Il suo corpo verrà gettato, come di consuetudine, in mare. Nonostante la sua assenza, Mrs. Moore è fondamentale nel processo: Amritrao, noto per le sue "piazzate in aula", afferma che Mrs. Moore è stata mandata via dal figlio per non testimoniare a favore di Aziz al processo. Dopo la ritrattazione di Miss. Adela Quested, la folla indiana incomincia ad inneggiare a Mrs. Moore, invocandola con una storpiatura dialettale Esmiss Moore.
Dopo il processo Mr. Fielding rivela la sua umanità aiutando Adela, nonostante non nutra una grande stima nei suoi confronti, inimicandosi però Aziz che si sente tradito dal suo atteggiamento accondiscendente nei confronti della donna, dimostrato dal tentativo di Fielding di convincere Aziz a non pretendere il risarcimento da una donna che di fatto è stata abbandonata, contribuendo così a distruggerla del tutto. Questo atteggiamento lo porterà a pensare che Fielding lo convinse affinché la dote della signora Quested rimanesse intatta, così da poterla sposare.
I due infatti si separano e si rincontreranno dopo due anni in cui molte cose sono cambiate: Aziz ha lasciato Chandrapore per uno stato nativo, esercitando ancora la professione di medico; Godbole è diventato ministro dell'istruzione di questo stesso stato e Mr. Fielding, tornato in Inghilterra, si è finalmente sposato con la figlia di Mrs. Moore, Stella, ed è ora ispettore in ambito scolastico. Il suo atteggiamento al suo ritorno in India è cambiato: ora è lì in veste di ispettore e quindi ricopre un ruolo istituzionale e l'educazione non è più solo una missione (come l'aveva sempre considerata), ma anche il mezzo con cui mandare avanti la famiglia.
Arrivato in India scopre che Godbole non ha ancora fatto costruire la scuola di cui avevano parlato nella loro corrispondenza e che Aziz non ha mai letto le lettere che lui mandava. Pur risolvendosi il malinteso per cui Aziz era convinto che Fielding avesse sposato Adela, e come viene esplicitamente detto nelle battute finali, i due non torneranno ad essere amici come prima, a meno che l'India non sia un giorno un paese libero; solo allora i due uomini potranno essere amici perché entrambi uomini liberi.

## Tema
Passaggio in India è l'ultimo romanzo che è stato scritto e pubblicato da Forster. La particolarità che rende questo romanzo diverso dagli altri romanzi scritti e pubblicati nello stesso periodo è che l'ambientazione non è di quelle classiche (vedi Inghilterra, Italia o Europa più in generale), bensì in India. Viene definito dai critici come A novel between two silences (ovvero “Un romanzo tra due silenzi”) dato che, prima di scriverlo e pubblicarlo, passeranno 10 anni dal penultimo romanzo, dopodiché non pubblicherà più niente.

### Titolo del romanzo
Il titolo del capolavoro di Forster non è opera della sua fantasia. Egli si rifà ad un'opera del suo amico Walt Whitman: questi scrisse una poesia dal nome “A Passage to India” per l'apertura del Canale di Suez. Egli aveva una visione ottimistica di quest'opera architettonica e non solo: credeva possibile, cosa che viene ampiamente negata e definita impossibile da Forster nel suo romanzo più e più volte, un'unione, un legame tra occidente ed oriente. Forster aveva una visione molto più realistica, a tratti pessimistica: egli era ironico nei confronti della poesia, e pensava che le positività emanate dall'opera erano solo ed unicamente illusioni. Egli stesso afferma durante svariate interviste che le connessioni in India, per quanto tentate, sono (del tutto) impossibili.

### Romanzo di passaggio
Dietro l'isolamento pre/post Passaggio in India, ovvero dietro il suo lungo periodo di pausa tra gli ultimi due romanzi e il silenzio che poi manterrà fino alla sua dipartita, c'è una ragione ben precisa. Forster ebbe, nella fase finale della sua vita, una crisi letteraria: non sapeva più cosa scrivere, dato che il mondo stava repentinamente cambiando. Dallo stato d'animo che questa sensazione di impotenza e stasi letteraria gli provocarono, Forster si rese conto di vivere in quello che viene definito, da lui e da altri letterati e intellettuali del tempo, nonché da storici e critici, in un periodo di transizione.
Fu sempre, nel periodo della sua vita in cui si contraddistinse come Forster scrittore, ovvero da dopo l'iscrizione al King's College di Cambridge, un uomo combattuto tra due mondi, diviso cioè tra due diversi stili letterari che, al tempo, erano agli antipodi e si contrastavano ferocemente. Egli iniziò infatti a scrivere nell'Età edoardiana (in cui lo stile di scrittura prediletto era il materialismo) e finì di scrivere nell'era del nuovo stile, ovvero il modernismo. Il suo lavoro venne apprezzato però sia dai primi, come Virginia Woolf, sia dai secondi in quanto, in linea del tutto generale, il suo stile di scrittura si alternava tra i due, non appartenendo, effettivamente, né all'uno né all'altro. Il romanzo di tipo forsteriano viene quindi definito di passaggio, accavallato tra i due periodi sopra citati. In quel periodo la parola cambiamento era di fondamentale importanza, riusciva a definire gli stati d'animo, a capire e conoscere gli stili con cui l'arte si esprimeva in ogni sua forma, e tutti lo sapevano. Tramite l'analisi dei personaggi che caratterizza i suoi romanzi, possiamo conoscere, grazie al talento dello scrittore, tutti gli aspetti della vita come lui li vedeva, li interiorizzava e li apprezzava.

### L'"Only connect" forsteriano
Anche in Passaggio in India trapela la particolare ricerca dell'Only connect da parte dell'autore. In alcuni scritti pubblicati da una dei maggiori critici e amici di Forster, Virginia Woolf, la saggista britannica afferma che nelle svariate opere del collega c'è la presenza di frammenti che, a fine del romanzo, non raggiungono una connessione stabile e duratura tra loro. La ricerca, l'identificazione e i tentativi di unione di questi frammenti saranno pratiche usuali di Forster, che tenterà di eseguire con successo e quasi con spasmodica attenzione, ma non senza un minimo di difficoltà.

## Personaggi principali
- Mrs. Moore - Anziana signora inglese, madre di Ronny Heaslop.
- Miss. Quested - Giovane ragazza inglese, che va in India per conoscere Ronny e vedere "la vera India".
- Dr. Aziz H. Ahmed - Medico indiano di religione musulmana.
- Ronny Heaslop - Magistrato della città di Chandrapore, figlio di Mrs. Moore.
- Mr. Cyril Fielding: direttore di un college governativo della città, anticonformista, di idee avanzate, aperto nei confronti della cultura indiana, rispettoso.
- Professor Narayan Godbhole: bramino e professore di musica indiano, di religione indù, sinonimo nel romanzo della cultura e della filosofia indiana.

## Temi principali

### Struttura tripartitica
Un aspetto che si riscontra all'interno dell'opera è la ripetizione tripartitica di elementi nei dialoghi, nelle descrizioni, nelle parole, nelle definizioni sinoniminali, nelle particolari esclamazioni dei personaggi. La struttura stessa del romanzo, le interazioni tra i diversi personaggi, gli elementi che lo caratterizzano seguono questa particolare struttura.

### Concetto dell'"I/Other" (Io/Altro)
Passaggio in India è un romanzo complesso, poiché non si basa su un singolo argomento, ma ne racchiude al suo interno una infinità con altrettante varianti. Tra questi, uno dei più importanti è il rapporto e l'opposizione che c'è tra l'Io e l'Altro all'interno del romanzo: Io e Altro intesi come oriente e occidente, l'Inghilterra e l'India, gli anglo-indiani e gli indiani, gli uomini e le donne, i cristiani e gli indù, il tutto descritto sotto l'ottica non semplice di un romanzo coloniale.
Ciò che succede in molti romanzi, in cui lo scrittore tende, alla fine dell'opera, a “chiudere il cerchio”, a rimettere ogni personaggio al suo posto per far sì che al lettore ritorni le informazioni e le vicende che si sono alternate nell'opera, molte volte in chiave del tutto positiva, non si verifica nell'opera forsteriana.

### Religione
Le religioni che si alternano all'interno del romanzo sono principalmente tre (primo elemento caratteristico della struttura tripartitica):
1. Islam: presente prevalentemente nella prima parte del romanzo, viene praticato da alcuni personaggi indiani, tra cui Dr. Aziz.
2. Cristianesimo: caratterizza la seconda parte del romanzo, praticato da svariati personaggi inglesi, tra cui Mrs. Moore.
3. Induismo: rappresentazione e metafora di questa religione è il bramino e prof. Godbole.

### Relazioni interpersonali
La struttura tripartitica si ripropone anche all'interno delle relazioni interpersonali. Sono infatti tre quelle che caratterizzano l'opera e che si ripeteranno, con intermezzi causati da altre relazioni esterne e di breve durata, per tutto il romanzo:
1. Relazione tra Miss. Adela Quested e Ronny Heaslop: caratterizzato da conflittualità e amore, modificato dagli eventi ai quali i due sono sottoposti
2. Relazione tra Miss. Adela Quested e Dr. Aziz: un rapporto dapprima d'amicizia, poi diventa d'odio e di conflittualità da parte del secondo nei confronti della prima. Alla fine del romanzo, a due anni di distanza dall'incidente e dal processo, torneranno ad una sorta di pace e neutralità.
3. Relazione tra Dr. Aziz e Mr. Cyril Fielding: rapporto d'amicizia fondato sulle loro convinzioni in comune, nonostante siano uno inglese e l'altro indiano. Il loro rapporto viene tempestato dalle ideologie degli inglesi che non possono tollerare una sorta di "amicizia" del genere. Il loro rapporto d'amicizia si sfalda alla fine del processo, quando Mr. Fielding si prende cura di Miss. Quested. Alla fine del romanzo, quando Mr. Fielding tornerà in India con la moglie Stella e rincontrerà Aziz, torneranno ad un rapporto d'amicizia, che potrà essere sancito e indissolubile solo quando cadranno le convinzioni di superiorità inglesi (per Aziz) e quelle di intolleranza degli indiani (per Mr. Fielding).

### Eventi principali
Gli eventi principali che scandiscono il corso del romanzo sono tre (ennesima ripetizione della struttura tripartitica):
1. Bridge Party: tenuto all'interno della Cittadella e organizzato da Mr. Turton, traducibile banalmente come “Party Ponte”, spiega esaustivamente il significato dell'evento, atto a creare un ponte tra i colonizzatori anglo-indiani stabilitisi a Chandrapore e i nativi del luogo.
2. Tea Party: accordato durante il Bridge Party e organizzato da Mr. Fielding a poco tempo di distanza, ha l'obiettivo di porre rimedio al fallimento del primo ricevimento. A partecipare sono Mrs. Moore, Miss Quested, Dr. Aziz e il professor Godbole, per conoscersi meglio, gettare un ponte tra le due culture e per parlare della "vera India".
3. Viaggio alle Grotte Marabar: la gita è organizzata dal Dr. Aziz, il quale si propone, dopo aver sentito il motivo secondario della visita di Mrs. Moore e Miss. Adela Quested, di farle conoscere “la vera India”, invitandole ad una gita alle Grotte Marabar.

### Gli inviti nel romanzo
Gli inviti che vengono fatti tanto dagli inglesi quando dagli indiani all'interno dell'opera delineano il tipo di carattere dei membri appartenenti alle due culture, quelli che hanno in comune e per cui differiscono totalmente. Inoltre possono delineare pregiudizi che si possono creare un gruppo etnico culturale nei confronti dell'altro.
- Inviti degli inglesi: (ad esempio il Bridge Party) inviti nei confronti degli indiani che, però, non sono affatto cortesia, ma risultano una forma di dominio sugli indiani stessi. Risultano essere, più che veri e propri inviti, una sorta di richiami, degli ordini.
- Inviti degli indiani: (ad esempio, l'invito che Mrs. Moore e Miss. Quested ricevono da parte della famiglia indiana durante il Bridge Party) sono inviti nei confronti degli inglesi che, quasi similarmente, risultano essere privi di importanza, vuoti. Dal punto di vista degli inglesi, sono definibili come inaffidabili (il che rende anche l'idea della visione degli inglesi che Forster tenta di accentuare nei primi capitoli del romanzo). Questo non è sempre vero, ma risulta nell'opera essere l'idea comune che gli anglo-indiani si sono fatti degli indiani stessi.

## Adattamenti

### Televisione
Nel 1965, la versione della BBC, tratta dalla produzione teatrale di Santha Rama Rau, e da lui diretta, andò in onda nella serie Play of the Month, con l'adattamento di John Maynard. L'attrice Sybil Thorndike interpreta Mrs. Moore, Virginia McKenna é Adela Quested, Cyril Cusack é Mr Fielding, Zia Mohyeddin è il Dr. Aziz, Ronald Hines fa Mr Hinslop.

### Film
Nel 1984 il regista inglese David Lean realizzò il film Passaggio in India, con Judy Davis, Victor Banerjee, Peggy Ashcroft, James Fox e con la partecipazione di Alec Guinness nei panni del professor Godbole. L'opera vinse due Premi Oscar e svariati altri premi.

### Teatro
- Nel 1948, un adattamento di George Lefferts fu trasmesso sulla NBC University Theatre, interpretato da Alma Lawton, Ben Wright e Joseph Schildkraut nella parte del Dr. Aziz.
- Il testo teatrale A Passage to India, scritto da Santha Rama Rau sulla base del romanzo, andò in scena al West End di Londra nel 1960, e a Broadway, a New York, nel 1962.
- Il regista indiano Satyajit Ray aveva intenzione di trarne un altro adattamento, ma non lo realizzò.
- Martin Sherman ha scritto un'altra versione teatrale, che debuttò allo Shared Experience a Richmond in 2002. Fu messo in scena anche nel Regno Unito e alla Brooklyn Academy of Music Harvey Theater nel novembre 2004.

## Edizioni italiane
- Passaggio all'India, trad. di A. Guidi, Collezione Prisma: scrittori d'ogni paese, Edizioni Perrella, Roma, 1945, 1954.
- Passaggio in India, trad. di Adriana Motti, Collana Supercoralli, Einaudi, Torino, I ed. novembre 1962; Collana Il Bosco n. 181, Mondadori, Milano, 1967; Collana Nuovi Coralli n. 212, Einaudi, Torino, 1978; Introduzione di Elena Croce, Collana Oscar, Mondadori, Milano, 1981; Collana Omnibus, Mondadori, Milano, 1985; Collana Oscar Classici Moderni n.6, Milano, Mondadori, 1997, pp. 341, ISBN 978-88-04-49297-9.

### Edizioni originali contemporanee
- (EN) A Passage To India, a cura di Oliver Stallybrass, Introduzione di Pankaj Mishra, London, Penguin Classics, 2005,  p. 376, ISBN 978-0-14-144116-0.

### Audiolibro
Nel 2020, l'attore inglese Gildart Jackson ha letto A Passage to India per la sua serie dei Fireside Readings, delle apprezzatissime letture di classici senza tempo, seduto in poltrona nel salotto davanti a un caminetto col fuoco acceso. Il narratore, con la sua voce calda, il tono pacato e rilassante, ha riscosso grande successo di pubblico.